# Windischleuba
Windischleuba é um município da Alemanha localizado no distrito de Altenburger Land, estado da Turíngia.  Pertence ao Verwaltungsgemeinschaft de Pleißenaue.

## Demografia
População em 31 de dezembro de cada ano:
| - 1994 - 1.894 - 1995 - 1.994 - 1996 - 2.108 - 1997 - 2.309 | - 1998 - 2.358 - 1999 - 2.374 - 2000 - 2.350 - 2001 - 2.334 | - 2002 - 2.310 - 2003 - 2.282 - 2004 - 2.249 - 2005 - 2.250 - 2006 - 2.207 |

Fonte: Thüringer Landesamt für Statistik